# Стрелки (надсемейство)
Стрелки (лат. Coenagrionoidea) — надсемейство насекомых из подотряда равнокрылых (Zygoptera) отряда стрекоз (Odonata).

## Классификация
В состав надсемейства включают следующие семейства:
- Platycnemididae Tillyard, 1917 — Плосконожки
- Isostictidae Fraser, 1955
- Coenagrionidae Kirby, 1890 — Стрелки
- Platystictidae Laidlaw, 1924
- Protoneuridae Tillyard, 1917
- Pseudostigmatidae Tillyard, 1917